# Arkitektskolen Aarhus
Arkitektskolen Aarhus är en dansk arkitekthögskola.
Arkitektskolan Aarhus är, tillsammans med Kunstakademiets Arkitektskole i Köpenhamn, en av de två högskolorna med arkitektutbildning i Danmark.
Rektor 1999-2005 var Peter Kjær. Den svenske arkitekten Staffan Henriksson tillträdde som ny rektor 2005.